# Johannes Rau
Johannes Rau (16. januar 1931 i Wuppertal – 27. januar 2006 i Berlin) var en tysk socialdemokratisk politiker. 
Fra 1978 til 1998 var han ministerpræsident i delstaten Nordrhein-Westfalen, og fra 1. juli 1999 til 30. juni 2004 var han tysk forbundspræsident. Han afløstes på posten som forbundspræsident af Horst Köhler.

## Ekstern henvisning
- Wikimedia Commons har flere filer relateret til Johannes Rau